# Krivogaštani (kommun)
Krivogaštani (makedonska: Кривогаштани) är en kommun i Nordmakedonien. Den ligger i den centrala delen av landet, 70 km söder om huvudstaden Skopje. Antalet invånare är 6 150. Arean är 94 kvadratkilometer.
Följande samhällen finns i Krivogaštani:
- Krivogaštani
- Obršani
- Pašino Ruvci
- Bela Crkva
- Krušeani
- Slavej
- Voǵani
- Vrbjani
- Borotino
- Godivje
- Podvis
- Korenica